# かんさい想い出シアター
かんさい想い出シアターは、NHK大阪放送局が近畿地方のNHK各放送局に向けて放送していたテレビ番組である。
2012年3月17日で終了。

## 番組概要
NHKが保有する番組映像ライブラリーの中から、関西に縁のあるドラマ、ドキュメンタリー、バラエティー番組などを厳選し、当時と現在の比較や後日談を交えながら展開していく。

## ナビゲーター
- 添田尚子（NHK大阪局契約キャスター、2009年4月から）
- 佐藤誠（元NHK大阪局アナウンサー、2009年3月まで）

## 放送時間の変遷
- 2001年10月 - 2003年3月
  - 日曜日 10:05 - 10:50
- 2003年4月 - 2004年3月
  - 土曜日 10:05 - 10:50
- 2004年4月 - 2005年3月
  - 土曜日 11:00 - （終了時間は作品により異なるが、最大で11:54まで）
- 2005年4月 - 2007年3月
  - （原則）毎月第1 - 第3日曜日 10:05 - （終了時間は作品により異なるが、最大で11:00まで）
- 2007年4月 - 2012年3月
  - 毎月第1 - 第3土曜日 17:15 - 17:49
  - 月曜日 15:15 - 15:49（セレクション）